# Paraegialolaimus filicaudatus
Paraegialolaimus filicaudatus är en rundmaskart. Paraegialolaimus filicaudatus ingår i släktet Paraegialolaimus, och familjen Linhomoeidae. Arten är reproducerande i Sverige.